# Koncert v "Metropole"
Koncert v "Metropole" (in russo Концерт в "Метрополе"?) è il primo album dal vivo della cantante russo-statunitense Ljubov' Uspenskaja, pubblicato nel 1995 dalla Apex Records.

## Tracce
1. Ljuba – 4:24 (testo: Michail Šufutinskij – musica: Villi Tokarev)
2. Ljubimyj – 3:11 (Villi Tokarev)
3. Batjuška – 3:51 (testo: Michail Tanič – musica: Sergej Koržukov)
4. Mamočka-mama – 3:50 (Michail Šufutinskij)
5. Rjabinovaja nastojka – 3:56 (testo: Michail Tanič – musica: Evgenij Kobyljanskij)
6. Banket – 4:22 (testo: Il'ja Reznik – musica: Gary Gold)
7. Krivye zerkala – 5:07 (testo: Il'ja Reznik – musica: Gary Gold)
8. Gusarskaja ruletka – 4:47 (testo: Naum Olev – musica: Maksim Dunaevskij)
9. Eščë ne pozdno – 3:53 (Villi Tokarev)
10. Ja milogo uznaju – 3:14 (testo: Aleksej Dmitrievič)
11. Zagranica – 4:47 (Igor' Demarin)
12. Prababuška – 4:13 (testo: Il'ja Reznik – musica: Gary Gold)
13. Propadi – 4:27 (testo: Il'ja Reznik – musica: Gary Gold)
14. Chuliganka – 4:24 (testo: Il'ja Reznik – musica: Gary Gold)
15. Kabriolet – 4:47 (testo: Il'ja Reznik – musica: Gary Gold)
16. Rossija – 5:24 (testo: Il'ja Reznik – musica: Gary Gold)